# Henning-Bahs-Preis
Der Henning-Bahs-Preis (dänisch Henning Bahs-prisen) ist ein dänischer Filmpreis, der 2012 gestiftet wurde und ein Teil des dänischen Filmpreises Bodil ist.
Er wird für herausragende Leistungen um oder für das beste dänische Szenenbild bzw. Spezialeffekte sowie bei der jährlichen Verleihung des Bodils mit vergeben. Ins Leben gerufen wurde der Preis vom Verband der dänischen Filmkritiker (Danske Filmkritikere, früher unter den Namen  Filmmedarbejderforeningenin tätig) im Kooperation mit dem Verband der dänischen Szenenbildner  (Sammenslutningen af Danske Scenografer), die gleichzeitig die Jury zur Vergabe des Preises organisieren. Der Preis wurde zu Ehren des dänischen Drehbuchautors und Szenenbildners Henning Bahs nach seinem Namen benannt. Er war in mehreren dänischen Film- und Fernsehproduktionen hauptsächlich für die entsprechenden Spezialeffekte, Szenen- und Bühnenbilder verantwortlich, die allgemein als für qualitativ hochwertig angesehen werden. Bahs arbeitete bei seinen meisten Werken zusammen an der Seite des dänischen Drehbuchautors und Regisseurs Erik Balling sowie bildete mit ihm ein erfolgreiches Duo.

## Preisträger
- 2012: Charlotte Bay Garnov und Peter Grant für Dirch[4]
- 2013: Niels Sejer für Die Königin und der Leibarzt (En kongelig affære)[5]
- 2014: Rasmus Thjellesen für Erbarmen (Kvinden i buret)[6]
- 2015: Rie Lykke für Speed Walking (Kapgang)[7]
- 2016: Mia Stensgaard für Men & Chicken (Mænd og Høns)[8]
- 2017: Jette Lehmann für Parents (Forældre)[9]
- 2018: Thomas Bremer und Nikolaj Danielsen für QEDA[10]
- 2019: Simone Grau Roney für The House That Jack Built[11]
- 2020: Josephine Farsø für Harpiks[12]
- 2021: Rie Lykke für Unser Mann in Amerika (Vores mand i Amerika)[13]
- 2022:	Søren Schwartzberg für Die Königin des Nordens (Margrete Den Første)[14]
- 2023: Jesper Clausen für Du som er i himlen[15]
- 2024: Jette Lehmann für Bastarden[16]